# Laarderweg 27
Laarderweg 27 is een gemeentelijk monument aan de Laarderweg in Eemnes in de provincie Utrecht. 
Het diepe woonhuis werd in 1904 tegelijk met de nummers 23 en 25 gebouwd op grond van de Hervormde Gemeente Eemnes-Buiten. De huizen staan haaks op de Laarderweg. Het huis werd gebouwd voor Jan Dop. De strekken boven de vensteropeningen zijn uitgevoerd in gele baksteen. Het mansardedak is gedekt met Hollandse pannen. 